# Dialectos árabes prehilalianos
Los dialectos prehilalianos son un continuum de variedades dialectales del árabe nativas del norte de África. Es uno de los dos grandes bloques dialectales en los que se subdivide el árabe magrebí (dariya), siendo el otro el gran grupo de dialectos hilalianos.
Los dialectos prehilalianos son las variedades del árabe previas a la llegada de las tribus de Arabia que conforman la confederación tribal de Banu Hilal al norte de África en el siglo XI. Presentan grandes diferencias lingüísticas con las variedades hilalianas, pero también sociales; ya que las primeras áreas magrebíes en arabizarse fueron las grandes ciudades, el prehilaliano tiene prevalencia urbana, mientras que las tribus hilalianas, que eran beduinas nómadas, se establecieron en áreas rurales. En la actualidad, se está dando un proceso de expansión de los dialectos hilalianos y una lenta desaparición de los prehilalianos (efecto koiné).

## Historia
Los dialectos prehilianos son el resultado de las primeras oleadas de arabización del Magreb, que duraron del siglo VII al XII, y que se dieron principalmente en las áreas urbanas: Cairuán, Constantina, Tremecén, Fez... y los puertos vecinos de (respectivamente) Mahdía y Susa, Jijel y Collo, Rashgún y Hunaín, y el peñón de Vélez la Gomera y Tánger, así como sus áreas de influencia.
Esta temprana arabización también se refería a varias comunidades judías y algunos centros urbanos fuera de las principales áreas arabizadas, como Túnez y Salé.

## Variantes
A su vez, el dialecto prehilaliano se clasifican en tres bloques:
- Dialectos árabes prehilalianos urbanos: los de los principales asentamientos urbanos históricos como Cairuán, Túnez, Cusantina, Bugía, Argel, Tremecén, Taza, Fez, Rabat, Tetuán y Chauen.
- Dialectos rurales (de pueblos y montaña): de las zonas comprendidas entre los cuatro asentamientos urbanos originales (Cairuán, Constantina, Tremecén y Fez) y sus respectivos puertos:
  - Dialecto sahili en el Sahel tunecino.
  - Dialecto yiyeliano en la pequeña Cabilia y el área de Constantina (Argelia oriental).
  - Dialecto trara en el macizo de Trara y la Oranía (Argelia occidental).
  - Dialecto yebalí en el país Yebala, una región en el Rif occidental, en el norte de Marruecos.
- Todas las variedades judeoárabes del Magreb.

Se distinguen dos grupos geográficos de dialectos prehilalianos:
- Dialectos orientales, hablados en Tripolitania, Túnez y la Constantinense, territorio equivalente a la antigua Ifriquía.
- Dialectos occidentales, hablados en el Algeriense, la Oranía y Marruecos.

Asimismo, el idioma maltés a menudo se clasifica como prehilaliano, ya que comparte muchas características prehilalianas.
Antiguamente se hablaban dialectos urbanos prehilalianos en Trípoli, Muáscar, Azemmur y otras ciudades; Sin embargo, en ellas el prehilaliano fue reemplazado por dialectos hilalianos. En la actualidad, muchos dialectos urbanos prehilalianos están desapareciendo debido a un efecto koiné, en el que prevalecen los nuevos dialectos hilalianos.